# 金昌市人民政府
金昌市人民政府（简称金昌市政府），是中华人民共和国甘肃省金昌市的行政管理机关。现任市长是王方太。

## 历史沿革
1981年2月9日，国务院批准设立金昌市。5月6日，中共甘肃省委决定组成金昌市筹备小组。7月1日，筹备小组在金川开展工作。1982年8月，选举产生第一届金昌市人民政府。

## 历任领导
历任市长、代市长
| 姓名   | 任期                  | 备注                              | 参考  |
| ------ | --------------------- | --------------------------------- | ----- |
| 杜西玲 | 1982年8月－1985年2月  |                                   |       |
| 赵俊谋 | 1985年2月－1995年8月  |                                   |       |
| 甘庭德 | 1996年3月－1998年7月  |                                   |       |
| 陆武成 | 2000年12月－2001年3月 | 代理市长（1998年8月－2000年12月） |       |
| 卢有治 | 2001年2月－2002年11月 |                                   | [ 2 ] |
| 李建华 | 2003年3月－2005年3月  | 代理市长（2002年11月－2003年3月） | [ 3 ] |
| 郑玉生 | 2006年3月－2008年4月  | 代理市长（2005年4月－2006年3月）  | [ 4 ] |
| 张令平 | 2008年6月－2011年8月  | 代理市长（2008年4月－2008年6月）  | [ 5 ] |
| 张应华 | 2011年11月－2016年9月 | 代理市长（2011年9月－2011年11月） | [ 6 ] |
| 杨建武 | 2016年11月－2020年9月 | 代理市长（2016年9月－2016年11月） | [ 7 ] |
| 王钧   | 2020年9月－2021年7月  | 代理市长（2020年9月－2020年12月） | [ 8 ] |
| 王方太 | 2021年7月－           | 代理市长（2021年7月－）           | [ 9 ] |

历任副市长、常务副市长